# Vesela Roșa, Krînîcikî
Vesela Roșa (în ucraineană Весела Роша) este un sat în comuna Semenivka din raionul Krînîcikî, regiunea Dnipropetrovsk, Ucraina.

## Demografie
Componența lingvistică a localității Vesela Roșa
     Ucraineană (91,84%)
     Rusă (6,12%)
     Belarusă (2,04%)
Conform recensământului din 2001, majoritatea populației localității Vesela Roșa era vorbitoare de ucraineană (91,84%), existând în minoritate și vorbitori de rusă (6,12%) și belarusă (2,04%).